# Македония (провинция)
Вижте пояснителната страница за други значения на Македония.
Македония (на латински: Macedonia; на гръцки: Ἐπαρχία Μακεδονίας) е римска провинция, заемаща централната и южна част на Балканския полуостров. На север, изток и юг провинцията граничи с другите римски провинции Илирик, Мизия и Ахея, като административният район се ползва от излаз на Адриатическо, Егейско и Йонийско море.
След битката при Пидна съюзените тракийски и македонски войски на Антигонидите, подкрепени и от гръците полиси са победени от Луций Македоник и елинистическа Македония губи независимостта си. Страната е разделена на 4 отделни самостоятелни области-стратегии, подчинени на Рим. В 149 г. пр. Хр. в областите избухва въстание водено от Андриск, наричан Псевдо-Филип. Траките и гърците отново го подкрепят, но то претърпява неуспех и в 148 г. пр. Хр. от 4-те области е образувана римската прокураторска провинция Македония.
През цялото си съществуване границите на провинцията не съвпадат с тези на съвременната географска област. Новообразуваната провинция включва само днешна югозападна Македония, източна Албания и тракийското Беломорие, Струмско и Пиринско са в тракийското Одриско царство, а Скопската област много по-късно е включена в основаната в 12 година провинция Мизия.
Важни селищни и пазарни центрове в провинцията са:
- Верия,
- Амфиполис,
- Аполония Илирийска
- Хераклея Линкестис
- Хераклея Синтика
- Флавия Скупинорум
- Деборус
- Пела
- Лихнида
- Дион
- Стипион
- Стоби
- Таурезиум
- Тесалоника

От Римска Македония легионите на Марк Лукул, Гай Октавий и Марк Лициний Крас започват завладяването на Тракия и целия Балкански полуостров. През 146 г. пр. Хр. на територията на Елада са образувани римските провинции Тесалия (по-късно включена в провинция Македония) и Епир (в 27 г. пр. Хр. присъединена към провинция Ахая). Смята се, че провинциите Мизия, Македония и Ахая до 45 година са образували римско административно-военно обединение от по-висш ранг и често им е назначаван един общ прокуратор. През 45 г. Македония става сенатска провинция с център Солун и границите ѝ са променени – освен Тесалия в нея влиза и Северен Епир с Адриатическото крайбрежие, а Беломорието източно от река Места е присъединено към провинция Тракия, образувана в същата година. Струмско и Пиринско си остават в провинция Тракия, а Скопско – в провинция Мизия. По-късно в IV век територията ѝ е намалена и е разделена на римските провинции Горна и Долна Македония.
След образуването си административната единица променя многократно статута и границите си. В Средновековието съществува византийска тема Македония в района на Адрианопол, а нейната стара територия е включена в тема България и диоцеза на Охридската българска архиепископия.
- Римска провинция Македония
- Римските провинции Македония, Тракия и
 Горна и Долна Мизия
- Дворецът на Теодосий, Стоби
- Виа Егнация и градовете по маршрута
- Мавзолеят на Галерий в Солун